# Dryopteris subreflexipinna
Dryopteris subreflexipinna är en träjonväxtart som beskrevs av M. Ogata. Dryopteris subreflexipinna ingår i släktet Dryopteris och familjen Dryopteridaceae. Inga underarter finns listade.